# Groupe de NGC 2855
Le groupe de NGC 2855 comprend au moins trois galaxies situées dans la constellation de l'Hydre. La distance moyenne entre ce groupe et la Voie lactée est d'environ 26,8 Mpc (∼87,4 millions d'al). 

## Membres
Le tableau ci-dessous liste les trois galaxies qui sont indiquées sur le site « Un Atlas de l'Univers » créé par Richard Powell.  
| Nom                      | Classification | Type                                   | α (J2000.0)   | δ (J2000.0)  | Vitesse radiale (km/s) | Magnitude apparente | Distance (Mpc) | Diamètre (kal) |
| ------------------------ | -------------- | -------------------------------------- | ------------- | ------------ | ---------------------- | ------------------- | -------------- | -------------- |
| NGC 2855                 | (R)SA0/a(rs)   | Lenticulaire                           | 09h 21m 27.5s | -11° 54′ 34″ | 1897 ± 17              | 11,7                | 33,8 ± 2,3     | 58             |
| MGC -2-24-11 (PGC 26378) | IB(s)m pec     | Irrégulière barrée magellanique        | 09h 19m 48.6s | -12° 15′ 02″ | 1946 ± 3               | 14,3513             | 33,5 ± 2,4     | 44             |
| MGC -2-24-12 (PGC 26378) | IB(s)m pec     | Irrégulière intermédiaire magellanique | 09h 20m 39.4s | -12° 36′ 14″ | 1901 ± 4               | 14,1122             | 32,9 ± 2,3     | 57             |

Le site DeepskyLog permet de trouver aisément les constellations des galaxies mentionnées dans ce tableau ou si elles ne s'y trouvent pas, l'outil du site constellation permet de le faire à l'aide des coordonnées de la galaxie. Sauf indication contraire, les données proviennent du site NASA/IPAC.